# 萌芽 (小说)

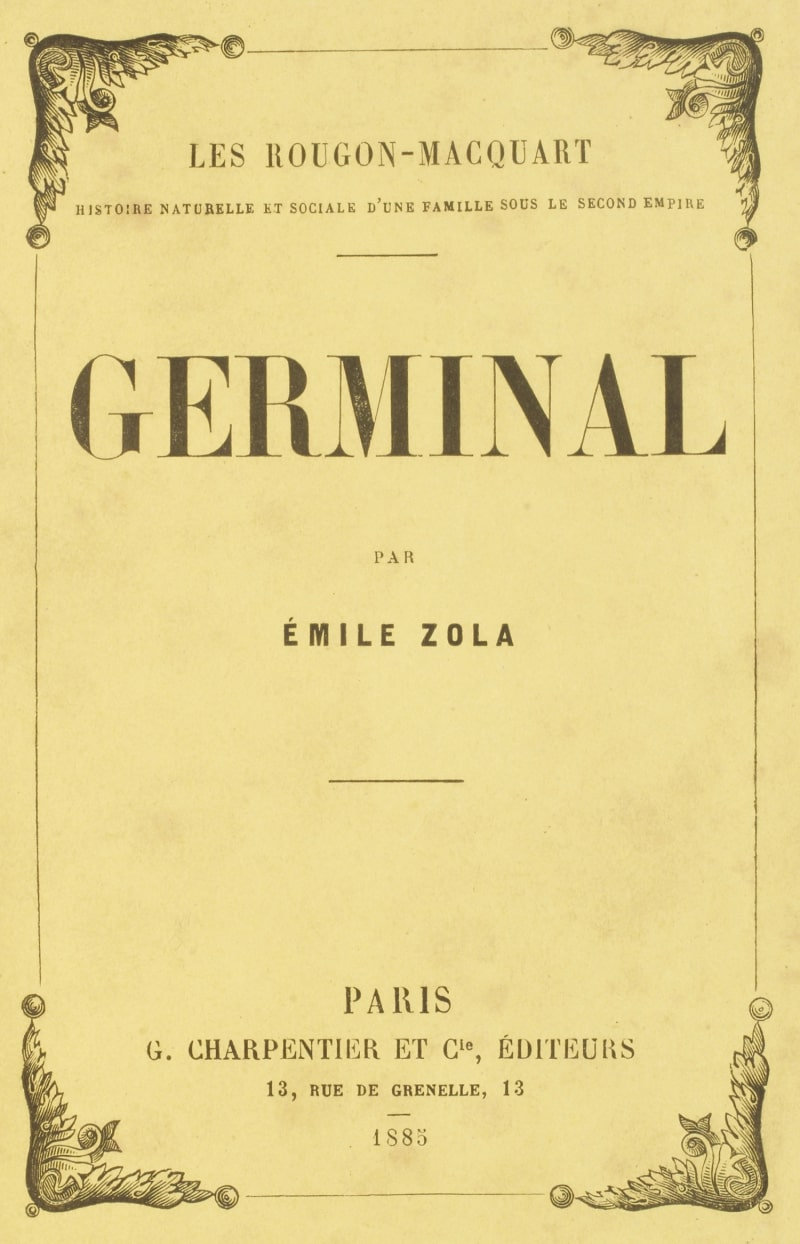
这是《萌芽》的第一版的封面，中间大黑色的粗体是法语Germinal，下面是作者的姓名。

《萌芽》（法語：Germinal），法國作家左拉的《盧貢-馬卡爾家族》系列長篇小說的第十三部作品，1884年11月26日，《萌芽》在《吉爾·布拉斯報》上連載，1885年在法國第一次發行單行本，是第一部描寫礦工的“社會史”小說。
1884年2月，法國北部採煤礦區昂贊發生罷工事件，為了寫這部小說，第三天後左拉跑遍了昂贊礦區，密切關注這幾十天以來罷工事件中的大大小小事件，他參加所有的工人集會，並結識罷工領袖巴斯利；住在礦工簡陋的屋子，在咖啡館裡喝杜松子酒，甚至下探礦井觀察礦工的工作情況。回到巴黎後，他開始進行小說《萌芽》寫作。書中主角採煤者艾蒂安作為一位國際工人聯合會的代表，他发展新会员，一開始只有300人，逐漸擴大到2500人，他扮演了帶動工人鬥爭的角色，在政治運作上表現的相當成熟，與主張報復的蒲魯東主義者形成強烈對比，在此一期間，鏡頭又不斷穿插著工人的處境，另一名礦工马赫一家９口，有４人在勞動，仍入不敷出，马赫在這場罢工中饮弹身亡，他的妻子替丈夫下井幹活，故事又提到工人領袖因個人利益背叛工人的情節。“黑的”是《萌芽》最常用的形容詞，整部小說描述著“礦區內外一片黑色的煤炭和煤灰”，“礦工全身烏黑”，“吐出的痰是黑的，死時流出的血也是黑的。”